# 前2世紀南京
|        | 南京历史 |
| 世纪： | 前8世纪南京 \| 前7世纪南京 \| 前6世纪南京 \| 前5世纪南京 \| 前4世纪南京 \| 前3世纪南京 \| 前2世纪南京 \| 前1世纪南京 \| 1世纪南京 \| 2世纪南京 \| 3世纪南京 \| 4世纪南京 \| 5世纪南京 |

南京于：前200年-前195年，为汉朝荆国秣陵县；前195年-前153年，为汉朝吴国秣陵县；前153年-前128年，为汉朝江都国秣陵县；前128年-前114年，为汉朝秣陵侯国；前113年-前101年，为汉朝秣陵县。

## 大事记

### 前200年代
- 前196年，刘贾被英布所击杀。
- 前195年，刘邦改荆国为吴国（含今南京市），封刘濞为吴王。

### 前180年代
- 前175年，除盗铸钱令，刘濞兴鼓铸，置冶于棠邑冶山（今六合区）等地，煮海为盐，百姓无赋，封国富埒天下。

### 前160年代
- 前154年，行削藩政策，刘濞、刘戊等七国诸侯发动七国之乱，刘濞兵败东越被杀。
- 前153年，封刘非为江都王，治吴故地，今南京市江南各县属江都国鄣郡，江北棠邑属东阳郡。

### 前130年代
- 前128年，颁布推恩令，置秣陵县、丹阳县、江乘县、胡孰县为侯国，封刘敢丹阳侯、刘胥行胡孰侯、刘缠秣陵侯，先后皆故，废侯国复县制。
- 前121年，江都王刘建淫暴多过，获罪自裁，国除。

### 前120年代
- 前117年，改棠邑为堂邑，设铁官。
- 前116年，废堂邑侯国复县，隶临淮郡。
- 前115年，江南水潦，赈济饥民。

### 前110年代
- 前109年，改鄣郡为丹杨郡（又名丹阳郡），领秣陵、丹阳、江乘、胡孰、溧阳等县（侯国）。
- 前106年，置十三州，丹杨郡隶扬州刺史部。